# Payton Henson
Payton Henson (ur. 22 grudnia 1995 w Siloam Springs) – amerykański koszykarz występujący na pozycji niskiego lub silnego skrzydłowego.
8 lipca 2019 dołączył do GTK Gliwice.

## Osiągnięcia
Stan na 14 lipca 2020, na podstawie, o ile nie zaznaczono inaczej.
NCAA
- Uczestnik turnieju:
  - NCAA (2017)
  - NIT (2018)
- Mistrz:
  - turnieju konferencji America East (2017)
  - sezonu regularnego America East (2017, 2018)
- Zaliczony do:
  - I składu turnieju America East (2017, 2018)
  - III składu America East (2017, 2018)